# 多治見市
多治見市（日语：／ Tajimi shi */?）為日本岐阜縣南端的市。以美濃燒的產地而知名。由于距離名古屋市距離很近，乘電車從名古屋市中心到該市只需30分鐘，故該市建設了不少住宅區，成為名古屋市的衛星城市之一。平成18年1月，土岐郡笠原町編入該市。面積91.24平方公里，總人口114,946人（39,953戶）。

## 地理

### 山
- 淺間山
- 彌勒山
- 道樹山

### 河川
- 土岐川
- 笠原川
- 姬川
- 大原川
- 辛澤川

### 相鄰的自治体
- 岐阜縣：土岐市、可兒市
- 愛知縣：瀨戶市、春日井市、犬山市

## 外部連結
- 多治見市笠原振興事務所
- 東濃西部合併協議會
- 多治見市・笠原町合併協議會